# 로드리게스멧밭쥐
로드리게스멧밭쥐(Reithrodontomys rodriguezi)는 비단털쥐과에 속하는 설치류의 일종이다. 코스타리카에서만 발견된다.

## 특징
꼬리 길이 110~127 mm를 제외한 몸길이가 65~85 mm이다. 몸무게는 최대 15 g이다.

## 분포 및 서식지
코스타리카 중부 지역에서 발견된다. 해발 1,500 m와 3,400 m 사이의 산악 지대에 분포한다. 습윤 산지에서 서식한다.